# سانتیانا دل مار
سانتیانا دل مار (به اسپانیایی: Santillana del Mar) یک دهستان در اسپانیا است که در استان کانتابریا واقع شده‌است. سانتیانا دل مار ۲۸٫۴۶ کیلومتر مربع مساحت و ۴٬۰۴۹ نفر جمعیت دارد و ۸۲ متر بالاتر از سطح دریا واقع شده‌است.